# Hockley
Hockley è una cittadina di 8.909 abitanti della contea dell'Essex, in Inghilterra.